# Championnats d'Europe juniors d'athlétisme
Les Championnats d'Europe juniors d'athlétisme sont une compétition bisannuelle organisée depuis 1970 par l'EAA qui désigne un champion d'Europe junior pour chaque discipline de l'athlétisme. Les juniors sont les athlètes, hommes ou femmes, de moins de 20 ans et de moins de 19 ans. Avant 1970, trois Jeux européens juniors ont été organisés.

## Éditions
| N° | Édition  | Ville           | Pays                 | Date                       | Stade                                         |
| -- | -------- | --------------- | -------------------- | -------------------------- | --------------------------------------------- |
| —  | CEJ 1964 | Varsovie        | Pologne              | 18–20 septembre 1964       | Stadion Dziesięciolecia                       |
| —  | CEJ 1966 | Odessa          | Union soviétique     | 24–25 septembre 1966       | Stade central de la Compagnie de la mer Noire |
| —  | CEJ 1968 | Leipzig         | Allemagne de l'Est   | 23–25 août 1968            | Zentralstadion                                |
| 1  | CEJ 1970 | Paris           | France               | 11–13 septembre 1970       | Stade olympique Yves-du-Manoir                |
| 2  | CEJ 1973 | Duisbourg       | Allemagne de l'Ouest | 24–26 août 1973            | Wedaustadion                                  |
| 3  | CEJ 1975 | Athènes         | Grèce                | 22–24 août 1975            | Stade Karaïskaki                              |
| 4  | CEJ 1977 | Donetsk         | Union soviétique     | 19–21 août 1977            | Stade Lokomotiv                               |
| 5  | CEJ 1979 | Bydgoszcz       | Pologne              | 16–19 août 1979            | Stade Zawisza                                 |
| 6  | CEJ 1981 | Utrecht         | Pays-Bas             | 20–23 août 1981            | Atletiekbaan Overvecht                        |
| 7  | CEJ 1983 | Schwechat       | Autriche             | 25–28 août 1983            | Stade Rudolf-Tonn                             |
| 8  | CEJ 1985 | Cottbus         | Allemagne de l'Est   | 22–25 août 1985            | Leichtathletikstadion Cottbus                 |
| 9  | CEJ 1987 | Birmingham      | Royaume-Uni          | 6–9 août 1987              | Alexander Stadium                             |
| 10 | CEJ 1989 | Varaždin        | Yougoslavie          | 24–27 août 1989            | Stadion Sloboda                               |
| 11 | CEJ 1991 | Thessalonique   | Grèce                | 8–11 août 1991             | Stade Kaftanzoglio                            |
| 12 | CEJ 1993 | Saint-Sébastien | Espagne              | 29 juillet – 1er août 1993 | Stade d'Anoeta                                |
| 13 | CEJ 1995 | Nyíregyháza     | Hongrie              | 27–30 juillet 1995         | Stade municipal                               |
| 14 | CEJ 1997 | Ljubljana       | Slovénie             | 24–27 juillet 1997         | Stade Bežigrad                                |
| 15 | CEJ 1999 | Riga            | Lettonie             | 5–8 août 1999              | Stade Daugava                                 |
| 16 | CEJ 2001 | Grosseto        | Italie               | 19–22 juillet 2001         | Stade olympique communal                      |
| 17 | CEJ 2003 | Tampere         | Finlande             | 23–27 juillet 2003         | Stade Ratina                                  |
| 18 | CEJ 2005 | Kaunas          | Lituanie             | 21–24 juillet 2005         | Stade S.-Darius-et-S.-Girėnas                 |
| 19 | CEJ 2007 | Hengelo         | Pays-Bas             | 19–22 juillet 2007         | Stade Fanny-Blankers-Koen                     |
| 20 | CEJ 2009 | Novi Sad        | Serbie               | 23–26 juillet 2009         | Stade Karađorđe                               |
| 21 | CEJ 2011 | Tallinn         | Estonie              | 21–24 juillet 2011         | Stade de Kadriorg                             |
| 22 | CEJ 2013 | Rieti           | Italie               | 18–21 juillet 2013         | Stade Raul-Guidobaldi                         |
| 23 | CEJ 2015 | Eskilstuna      | Suède                | 16–19 juillet 2015         | Ekängens Friidrottsarena                      |
| 24 | CEJ 2017 | Grosseto        | Italie               | 20–23 juillet 2017         | Stade Carlo-Zecchini                          |
| 25 | CEJ 2019 | Borås           | Suède                | 18–21 juillet 2019         | Ryavallen                                     |
| 26 | CEJ 2021 | Tallinn         | Estonie              | 15–18 juillet 2021         | Stade de Kadriorg                             |
| 27 | CEJ 2023 | Jérusalem       | Israël               | 3-6 août 2023              | Givat Ram Stadium                             |
| 28 | CEJ 2025 | Tampere         | Finlande             | 7-10 août 2025             | Stade de Tampere                              |

## Records des Championnats

### Hommes
| Épreuve                    | Record | Athlète                                                   | Nationalité        | Date            | Édition | Lieu        | Ref |
| -------------------------- | --- | --------------------------------------------------------- | ------------------ | --------------- | ------- | ----------- | --- |
| 100 m                      | 10 s 04 (+0,2 m/s) | Christophe Lemaitre                                       | France             | 24 juillet 2009 | 2009    | Novi Sad    |     |
| 200 m                      | 20 s 33 (-0,1 m/s) | Ramil Guliyev                                             | Azerbaïdjan        | 25 juillet 2009 | 2009    | Novi Sad    |     |
| 400 m                      | 45 s 36 | Roger Black                                               | Royaume-Uni        | 24 août 1985    | 1985    | Cottbus     |     |
| 800 m                      | 1 min 45 s 90 | Roberto Parra                                             | Espagne            | 29 juillet 1995 | 1995    | Nyíregyháza |     |
| 1 500 m                    | 3 min 38 s 96 | Graham Williamson                                         | Royaume-Uni        | 16 août 1979    | 1979    | Bydgoszcz   |     |
| 5 000 m                    | 13 min 44 s 37 | Steve Binns                                               | Royaume-Uni        | 18 août 1979    | 1979    | Bydgoszcz   |     |
| 10 000 m                   | 28 min 31 s 16 | Ali Kaya                                                  | Turquie            | 18 juillet 2013 | 2013    | Rieti       |     |
| 110 m haies (99 cm)        | 13 s 18 (+0,9 m/s) | Wilhem Belocian                                           | France             | 20 juillet 2013 | 2013    | Rieti       |     |
| 400 m haies                | 48 s 78 | Michal Rada                                               | Tchéquie           | 9 août 2025     | 2025    | Tampere     |     |
| 3 000 m steeple            | 8 min 37 s 94 | Ilgizar Safiulin                                          | Russie             | 24 juillet 2011 | 2011    | Tallinn     |     |
| Saut en hauteur            | 2,33 m | Maksim Nedasekau                                          | Biélorussie        | 22 juillet 2017 | 2017    | Grosseto    |     |
| Saut à la perche           | 5,65 m | Armand Duplantis                                          | Suède              | 23 juillet 2017 | 2017    | Grosseto    |     |
| Saut en longueur           | 8,17 m (+1,4 m/s) | Volodymyr Ochkan                                          | Ukraine            | 7 août 1987     | 1987    | Birmingham  |     |
| Triple saut                | 17,04 m (+1,5 m/s) | Nazim Babayev                                             | Azerbaïdjan        | 19 juillet 2015 | 2015    | Eskilstuna  |     |
| Lancer du poids (6 kg)     | 22,62 m | Konrad Bukowiecki                                         | Pologne            | 16 juillet 2015 | 2015    | Eskilstuna  |     |
| Lancer du disque (1,75 kg) | 68,02 m | Bartłomiej Stój                                           | Pologne            | 19 juillet 2015 | 2015    | Eskilstuna  |     |
| Lancer du marteau (6 kg)   | 81,75 m | Hlib Piskunov                                             | Ukraine            | 21 juillet 2017 | 2017    | Grosseto    |     |
| Lancer du javelot          | 81,53 m | Zigismunds Sirmais                                        | Lettonie           | 23 juillet 2011 | 2011    | Tallinn     |     |
| Décathlon (U20)            | 8 514 points | Hubert Trościanka                                         | Pologne            | 8 août 2025     | 2025    | Tampere     |     |
| Décathlon (U20)            | 10 s 74 (-0,7 m/s) (100 m), 7,20 m (+0,3 m/s) (longueur), 15,48 m (poids 6 kg), 1,94 m (hauteur), 46 s 21 (400 m) 14 s 23 (-2,0 m/s) (110 m haies 99 cm), 43,36 m (disque 1,75 kg), 4,80 m (perche), 68,97 m (javelot), 4 min 28 s 59 (1 500 m) |                                                           |                    |                 |         |             |     |
| 10 000 m marche            | 39 min 10 s 04 | Joan Querol                                               | Espagne            | 10 août 2025    | 2025    | Tampere     |     |
| Relais 4 × 100 m           | 39 s 24 | Tyrone Edgar Dwayne Grant Tim Benjamin Mark Lewis-Francis | Grande-Bretagne    | 22 juillet 2001 | 2001    | Grosseto    |     |
| Relais 4 × 400 m           | 3 min 4 s 58 | Uwe Preusche Frank Löper Eckard Trylus Jens Carlowitz     | Allemagne de l'Est | 23 août 1981    | 1981    | Utrecht     |     |

### Femmes
| Épreuve           | Record | Athlète                                                       | Nationalité        | Date            | Édition | Lieu        | Ref |
| ----------------- | --- | ------------------------------------------------------------- | ------------------ | --------------- | ------- | ----------- | --- |
| 100 m             | 11 s 18 (+0,5 m/s) | Jodie Williams                                                | Royaume-Uni        | 23 juillet 2011 | 2011    | Tallinn     |     |
| 200 m             | 22 s 85 (+0,6 m/s) | Bärbel Eckert                                                 | Allemagne de l'Est | 26 août 1973    | 1973    | Duisbourg   |     |
| 400 m             | 51 s 27 | Christina Brehmer                                             | Allemagne de l'Est | 23 août 1975    | 1975    | Athènes     |     |
| 800 m             | 2 min 0 s 25 | Katrin Wühn                                                   | Allemagne de l'Est | 27 août 1983    | 1983    | Schwechat   |     |
| 1 500 m           | 4 min 7 s 47 | Inger Knutsson                                                | Suède              | 26 août 1973    | 1973    | Duisbourg   |     |
| 3 000 m           | 8 min 46 s 39 | Innes FitzGerald                                              | Royaume-Uni        | 10 août 2025    | 2025    | Tampere     |     |
| 5 000 m           | 15 min 21 s 12 | Elvan Abeylegesse                                             | Roumanie           | 20 juillet 2001 | 2001    | Grosseto    |     |
| 10 000 m          | 32 min 25 s 74 | Olga Nazarkina                                                | Union soviétique   | 25 août 1989    | 1989    | Varaždin    |     |
| 100 m haies       | 13 s 09 | Yelena Ovcharova                                              | Ukraine            | 28 juillet 1995 | 1995    | Nyíregyháza |     |
| 100 m haies       | 13 s 09 | Ditaji Kambundji                                              | Suisse             | 16 juillet 2021 | 2021    | Tallinn     |     |
| 400 m haies       | 55 s 55 | Alexandra Ștefania Uţă                                        | Roumanie           | 9 août 2025     | 2025    | Tampere     |     |
| 3 000 m steeple   | 9 min 43 s 69 | Karoline Bjerkeli Grøvdal                                     | Norvège            | 25 juillet 2009 | 2009    | Novi Sad    |     |
| Saut en hauteur   | 1,95 m | Yelena Yelesina                                               | Union soviétique   | 27 août 1989    | 1989    | Varaždin    |     |
| Saut en hauteur   | 1,95 m | Mariya Kuchina                                                | Russie             | 24 juillet 2011 | 2011    | Tallinn     |     |
| Saut à la perche  | 4,57 m | Angelica Bengtsson                                            | Suède              | 23 juillet 2011 | 2011    | Tallinn     |     |
| Saut en longueur  | 6,80 m (+0,3 m/s) | Darya Klishina                                                | Russie             | 24 juillet 2009 | 2009    | Novi Sad    |     |
| Triple saut       | 14,24 m (0,0 m/s) | Erika Saraceni                                                | Italie             | 8 août 2025     | 2025    | Tampere     |     |
| Lancer du poids   | 19,53 m | Astrid Kumbernuss                                             | Allemagne          | 25 août 1989    | 1989    | Varaždin    |     |
| Lancer du disque  | 70,58 m | Ilke Wyludda                                                  | Allemagne de l'Est | 8 août 1987     | 1987    | Birmingham  |     |
| Lancer du marteau | 68,75 m | Silja Kosonen                                                 | Finlande           | 16 juillet 2021 | 2021    | Tallinn     |     |
| Lancer du javelot | 61,52 m | Nikolett Szabó                                                | Hongrie            | 8 août 1999     | 1999    | Riga        |     |
| Heptathlon        | 6 465 points | Sibylle Thiele                                                | Allemagne de l'Est | 28 août 1983    | 1983    | Schwechat   |     |
| Heptathlon        | 13 s 49 (100 m haies), 1,90 m (hauteur), 14,63 m (poids), 24 s 07 (200 m) / 6,65 m (longueur), 36,22 m (javelot), 2 min 18 s 36 (800 m) |                                                               |                    |                 |         |             |     |
| 10 000 m marche   | 42 min 59 s 48 | Yelena Lashmanova                                             | Russie             | 21 juillet 2011 | 2011    | Tallinn     |     |
| Relais 4 × 100 m  | 43 s 27 | Katrin Fehm Keshia Kwadwo Sophia Junk Jennifer Montag         | Allemagne          | 23 juillet 2017 | 2017    | Grosseto    |     |
| Relais 4 × 400 m  | 3 min 30 s 39 | Cornelia Feuerbach Carola Witzel Ines Vogelgesang Heike Bohne | Allemagne de l'Est | 23 août 1981    | 1981    | Utrecht     |     |

## Tableau des médailles général (1970-2017)
Classement des médailles après l'édition 2017. Les anciens pays apparaissent en italique.
| Rang  | Nation               | Or  | Argent | Bronze | Total |
| ----- | -------------------- | --- | ------ | ------ | ----- |
| 1     | Allemagne de l'Est   | 146 | 90     | 60     | 296   |
| 2     | Royaume-Uni          | 121 | 92     | 106    | 319   |
| 3     | Allemagne            | 88  | 84     | 85     | 257   |
| 4     | Union soviétique     | 83  | 102    | 88     | 273   |
| 5     | Russie               | 80  | 77     | 61     | 218   |
| 6     | France               | 51  | 60     | 69     | 180   |
| 7     | Pologne              | 47  | 52     | 58     | 157   |
| 8     | Roumanie             | 37  | 41     | 29     | 107   |
| 9     | Allemagne de l'Ouest | 31  | 47     | 42     | 120   |
| 10    | Italie               | 28  | 34     | 52     | 114   |
| 11    | Espagne              | 24  | 21     | 43     | 88    |
| 12    | Finlande             | 23  | 29     | 30     | 82    |
| 13    | Ukraine              | 22  | 17     | 22     | 61    |
| 14    | Suède                | 19  | 16     | 24     | 59    |
| 15    | Bulgarie             | 15  | 21     | 24     | 60    |
| 16    | Hongrie              | 15  | 20     | 16     | 51    |
| 17    | Pays-Bas             | 15  | 13     | 19     | 47    |
| 18    | Biélorussie          | 14  | 21     | 18     | 53    |
| 19    | Belgique             | 13  | 15     | 15     | 43    |
| 20    | Turquie              | 11  | 12     | 9      | 32    |
| 21    | Tchéquie             | 11  | 9      | 10     | 30    |
| 22    | Tchécoslovaquie      | 10  | 5      | 11     | 26    |
| 23    | Croatie              | 9   | 6      | 7      | 22    |
| 24    | Norvège              | 8   | 17     | 7      | 32    |
| 25    | Grèce                | 6   | 10     | 8      | 24    |
| 26    | Suisse               | 6   | 8      | 9      | 23    |
| 27    | Portugal             | 6   | 7      | 5      | 18    |
| 28    | Lettonie             | 6   | 6      | 6      | 18    |
| 29    | Irlande              | 4   | 5      | 6      | 15    |
| 30    | Azerbaïdjan          | 4   | 4      | 1      | 9     |
| 31    | Serbie               | 4   | 2      | 1      | 7     |
| 32    | Estonie              | 4   | 1      | 4      | 9     |
| 33    | Autriche             | 3   | 3      | 7      | 13    |
| 34    | Danemark             | 3   | 3      | 6      | 12    |
| 35    | Yougoslavie          | 2   | 8      | 7      | 17    |
| 36    | Slovénie             | 2   | 6      | 2      | 10    |
| 37    | Slovaquie            | 1   | 3      | 4      | 8     |
| 38    | Lituanie             | 1   | 3      | 1      | 5     |
| 39    | Chypre               | 1   | 1      | 1      | 3     |
| 40    | Islande              | 1   | 1      | 1      | 3     |
| 41    | Moldavie             | 1   | 1      | 1      | 3     |
| 42    | Arménie              | 1   | 0      | 0      | 1     |
| 43    | Bosnie-Herzégovine   | 1   | 0      | 0      | 1     |
| 44    | Monténégro           | 0   | 2      | 1      | 3     |
| 45    | Albanie              | 0   | 2      | 0      | 2     |
| 46    | Serbie-et-Monténégro | 0   | 1      | 1      | 2     |
| 47    | Luxembourg           | 0   | 1      | 0      | 1     |
| 48    | Israël               | 0   | 0      | 1      | 1     |
| 49    | Athlètes neutres     | 2   | 0      | 0      | 2     |
| Total | Total                | 980 | 979    | 978    | 2 936 |